# قلعة لوبارت
قلعة لوتسك (بالأوكرانية: Луцький замок، Луцький замок، بالبولندية: Zamek w Łucku)، والمعروفة أيضاً بالاسم المحلي قلعة لوبارت (Замок Любарта، زاموك لوبارتا) أو القلعة العليا (Верхній замок، فيروني زاموك)، هي قلعة شُيدت في منتصف القرن الرابع عشر. كمقر محصن للأمير لوبارت (ليوبارتاس) ابن غيديمين، آخر حكام غاليسيا-فولينيا الموحدة. وتعتبر أشهر معالم لوتسك، بأوكرانيا، لدرجة ظهورها على ورقة 200 هريفنا. (هناك قلعة أخرى في المدينة، تسمى القلعة السفلية، والتي بنتها أسرة تشارتوريسكي منذ القرن الرابع عشر، وأصبحت أطلال حالياً.)
كانت مدينة لوتشيسك الكييفية محصنة بجدار خشبي منذ 1075، عندما حاصرها بوليسلاف الجريء [الإنجليزية] لمدة ستة أشهر. كذلك فشل يوري دولغوروكي في الاستيلاء على لوتسك بعد حصار دام ستة أسابيع في 1149. حتى اقتحم أسوارها قرمزه حفيد جوجي خان في 1255.
شُيدت القلعة الشاهقة الحالية على نهر ستير في أربعينيات القرن الرابع عشر، على الرغم من استخدام بعض أجزاء أسوارها السابقة. لقد صدت حصار العديد من الحكام، بما في ذلك كازيمير العظيم (1349)، ويوغيلا (1431)، وزغمونت كيستوتايتس [الإنجليزية] (1436). كما انعقد بها مؤتمر لوتسك 1429 [الإنجليزية]، وحضره الإمبراطور زغمونت وفاسيلي الثاني أمير موسكو، ويوغيلا، وفيتوتاس الكبير، وحاكم الأفلاق.
حُصنت قلعة لوتسك بشكل أكبر خلال فترة حكم فيتوتاس الطويلة، لحمايتها من المدفعية ونيران الأسلحة. كان المدخل الرئيسي المغطى بالطوب من الغرب حالياً متاخماً لجسر فوق الخندق الخارجي. كما بُنيت ثلاثة أبراج رئيسية، تسمى اليوم «لوبارت» و«شفتريغايلا [الإنجليزية]» (كلاهما على اسم أمراء ليتوانيين) و«الأسقف»، خلال القرنين السادس عشر والسابع عشر.
كانت جدران القلعة تضم في السابق كاتدرائية القديس يوحنا، وقصر الدوقات الكبار الليتوانيين، وقصر الأسقفية. لم يتبق من بين هذه المباني، سوى قصر الأسقفية ذو العمارة الكلاسيكية الجديدة.
قُتل 1160 يهودياً داخل أسوار القلعة في 2 يوليو 1941. ولا تضم القلعة نصباً تذكارياً أو شاهد لهذه الحادثة بين جوانبها.